# 南日镇

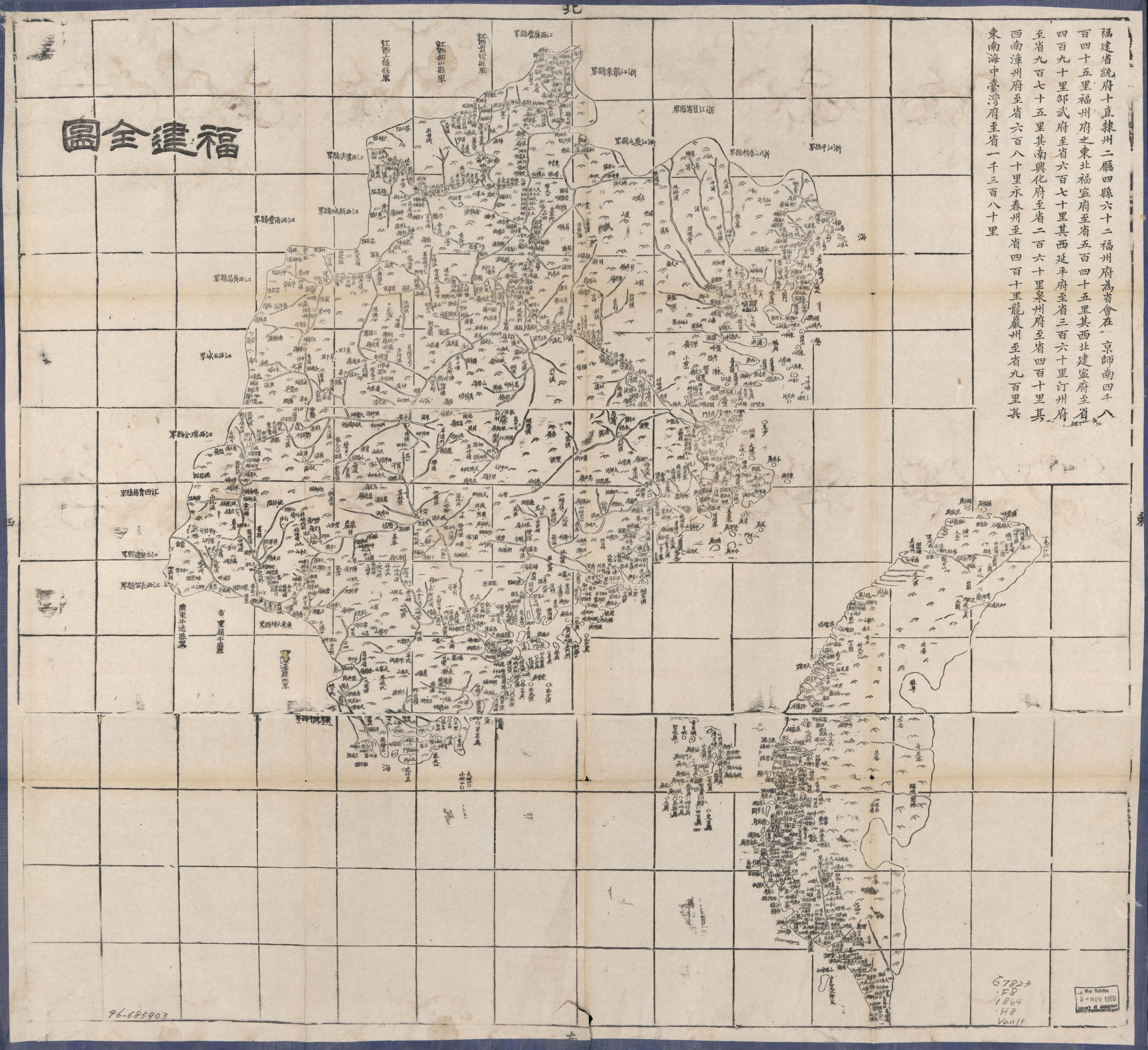
同治三年（1864）福建全图，图中可见南日岛

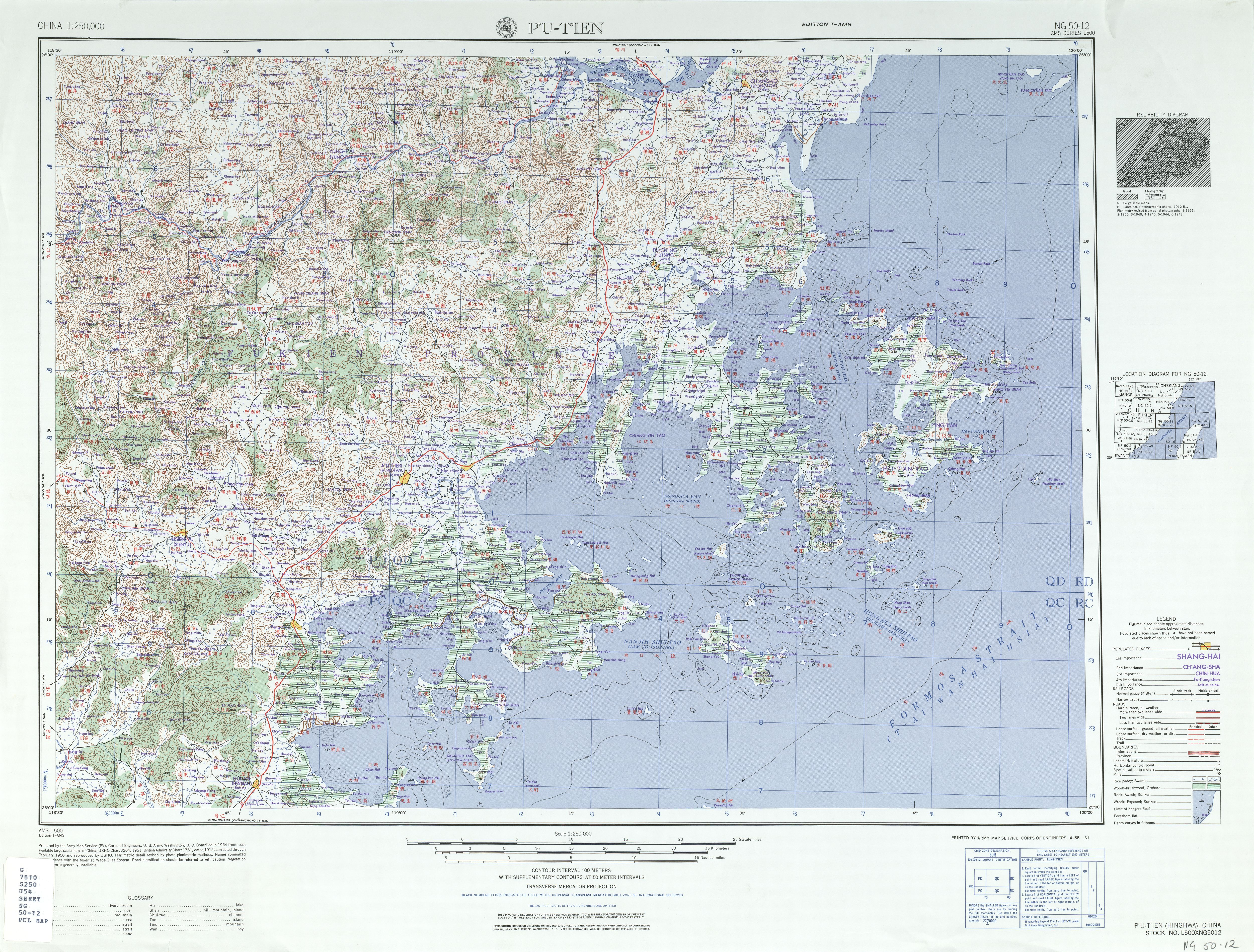
南日岛及其周边

南日镇（/nan˨˩ niʔ˦/）是福建省莆田市秀屿区的一个海岛乡镇，位于兴化湾和平海湾交汇处。

## 基本情况
南日岛古称南匿山，又名南日山，因该岛位于莆田市区的东南方，隐匿于茫茫大海中，故名南匿。后因方言同音，又取笔划简单之字，而写成南日。全镇陆域总面积56平方公里，是继平潭、东山之后，福建省第三大岛。全镇陆域总面积56平方千米，由111个岛屿组成，面积在0.1平方千米以上的岛屿有18个，有“十八列岛”之称，较大的有小日、鳌屿、罗盘、赤山等岛。南日岛以及附近海域海洋资源、风能、石油资源、旅游资源丰富。

## 行政区划
1993年设镇，有镇机关干部、职工104名。该镇现辖17个行政村：
海山村、云万村、岩下村、石盘村、山初村、万峰村、三墩村、西高村、沙洋村、港南村、浮叶村、后叶村、东岱村、小日村、鳌屿村、罗盘村和赤山村。

## 战争
1952年10月11日，国共在此爆发了南日島戰役。

## 特色
南日岛的鲍鱼十分出名，鲍鱼产业已经成为该镇的支柱产业。
“南日鲍”为中国地理标志产品。

## 社会事业
全镇设完全中学1所、初级中学1所，小学17所。有卫生院2所，包括1所为驻岛部队卫生队。

## 小岛村发展
17个行政村中，有4个位于有人居住的小岛上，这4个小岛村交通不便，饮水困难。在建设社会主义新农村中，当地政府在本岛上安排地段，让小岛上的居民搬迁另建新村。
2005年12月29日，建成19台风力发电机组，解决了岛上的用电困难，每年可创产值2500万元。
2008年12月26日，中国海洋石油总公司与台灣中油股份有限公司签署《乌丘屿凹陷 (南日岛盆地)协议区联合研究协议》协议，共同开发南日岛周边石油资源。